# Harewood

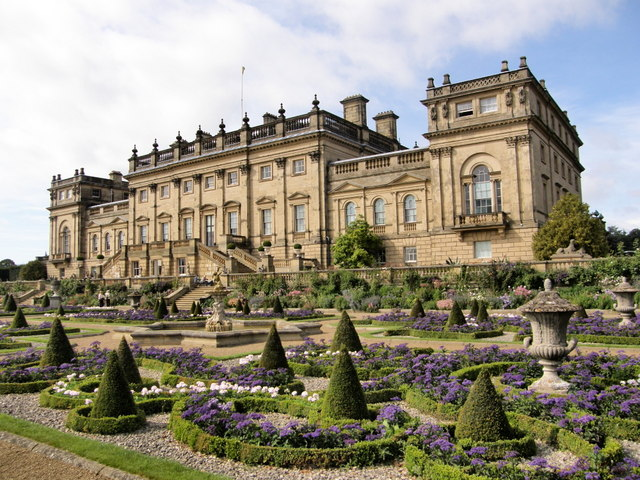
Harewood House

Harewood je obec a farnost ve městě Leeds, West Yorkshire, Anglie. Obec je známa pro své okolí, především Harewood House, okázalý dům, ale také pro Harewood Speed Hillclimb.
Kostel Všech svatých, bývalý farní kostel, stojí západně od obce, v areálu Harewood House. Byl postaven v 15. století, ale vesnice byla přemístěna na konci 18. století, takže kostel zůstal stát osaměle.

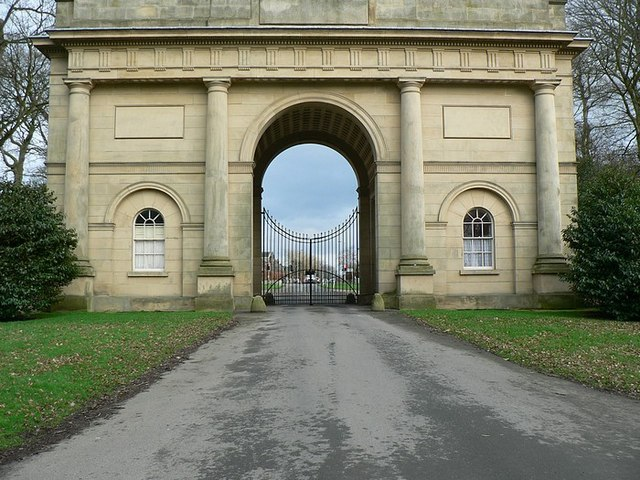
Brána v Harewood House.

## Harewood House
Dům byl postaven 1759–1771 pro Edwina Lascellese, jehož rodina koupila panství z bohatství získaného v Západní Indii z obchodu s otroky a půjčování peněz. Tomuto rodu objekt náleží dodnes. Dům byl navržen architekty Johnem Carrem a Robertem Adamem.
Nábytek v interiérech je dílem rokokového návrháře Thomase Chippendala.
V zámecké galerii jsou vedle pláten starých mistrů (Tizian, Veronese, Tintoretto, El Greco) zastoupeni i moderní malíři William Turner, Egon Schiele, Walter Sickert nebo sochaři Jacob Epstein a Henri Gaudier-Brzeska.
Galerie na terase je místem výstav sochařského umění (Henry Moore, 2014) a v roce 2014 se podařilo získat do zahrad Moorovu plastiku Velká ležící žena (9 m)

### Park
Parkovou úpravu navrhl Lancelot "Capability" Brown. K parku Sir Charles Barry přidal velkou terasu, v roce 1844. Park je považován za zdařilé skloubeni italsko-francouzske zahradni kompozice s krajinotvorbou. Oblíbená, zejména turisty, je Himálajská zahrada, část parku upravená jako skalka, kde jsou pěstovány skalničky z Himálaje a z dalších atrakcí také stúpa.

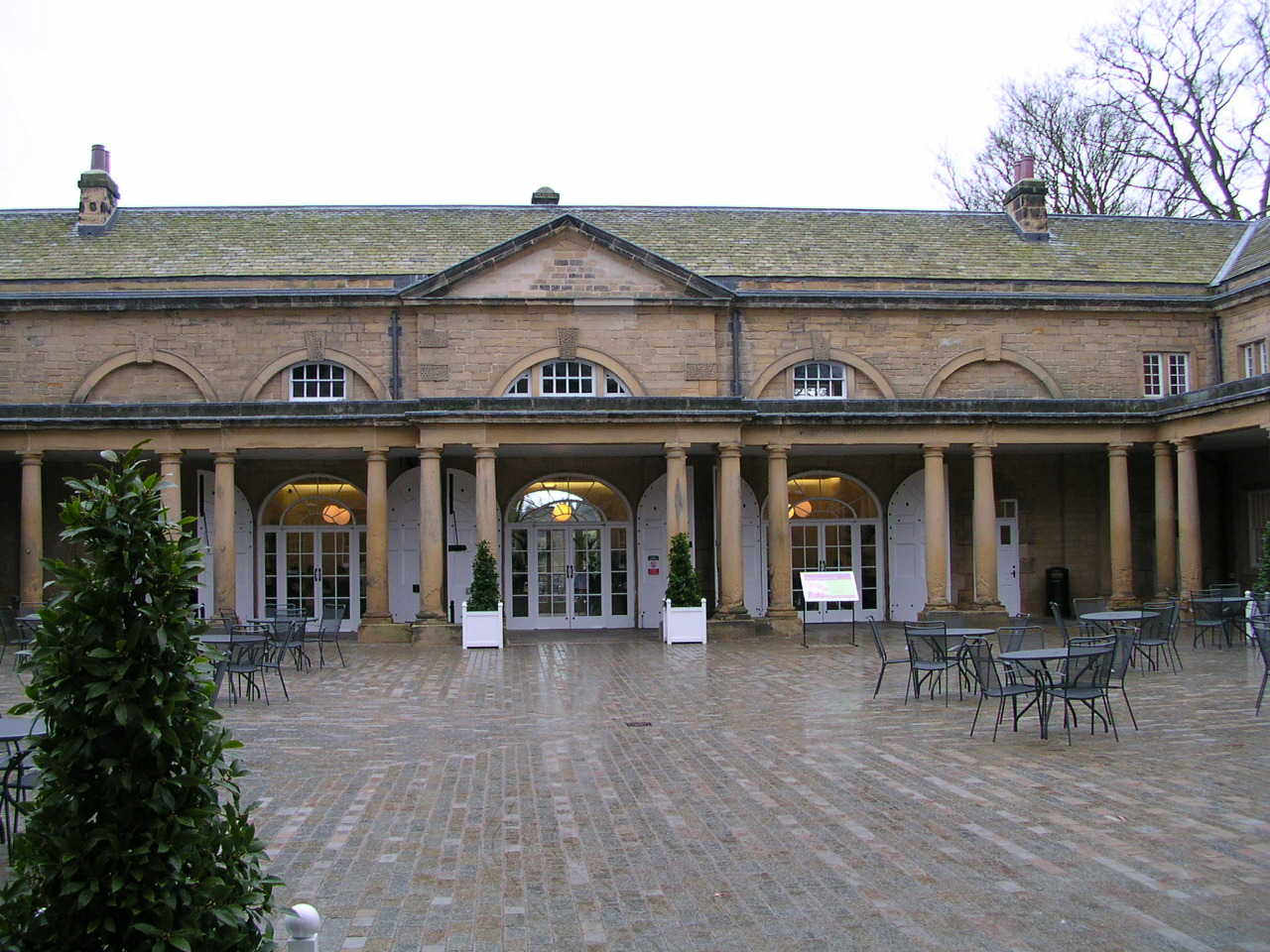
Brownem upravené staré stáje
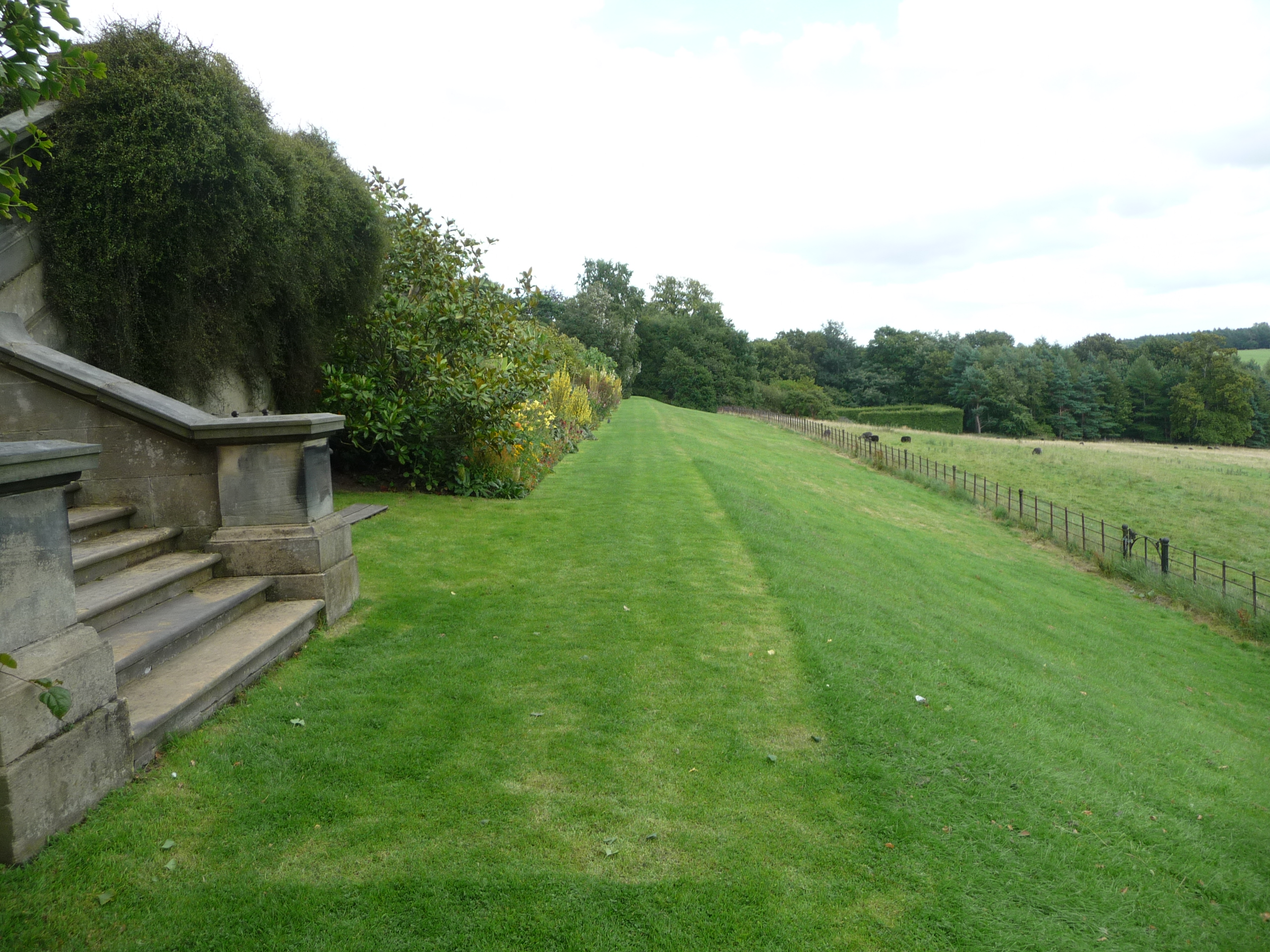
Zahradní terasa, kterou doplnil Sir Charles Barry.
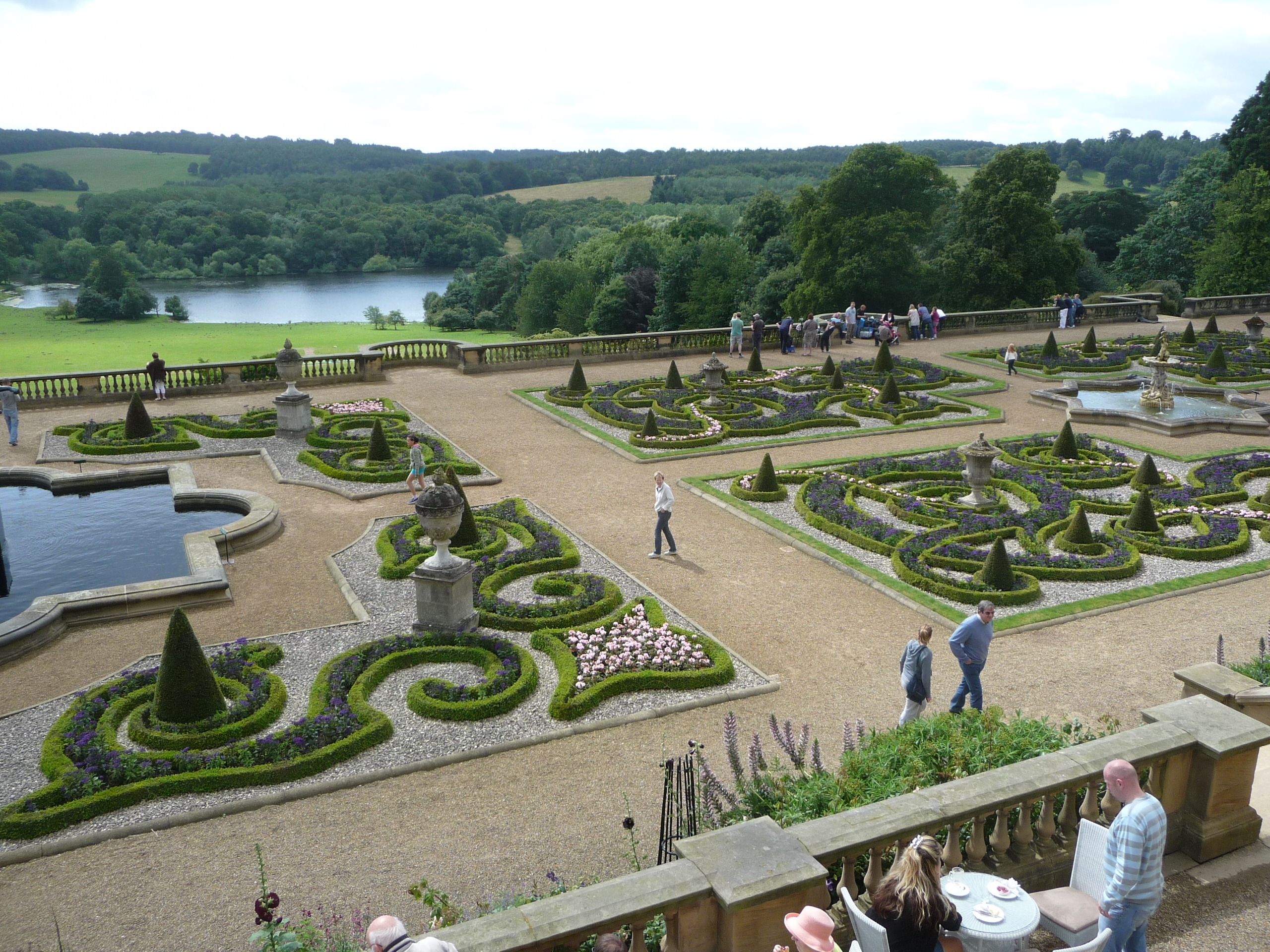
Zahradní terasa, kterou doplnil Sir Charles Barry.
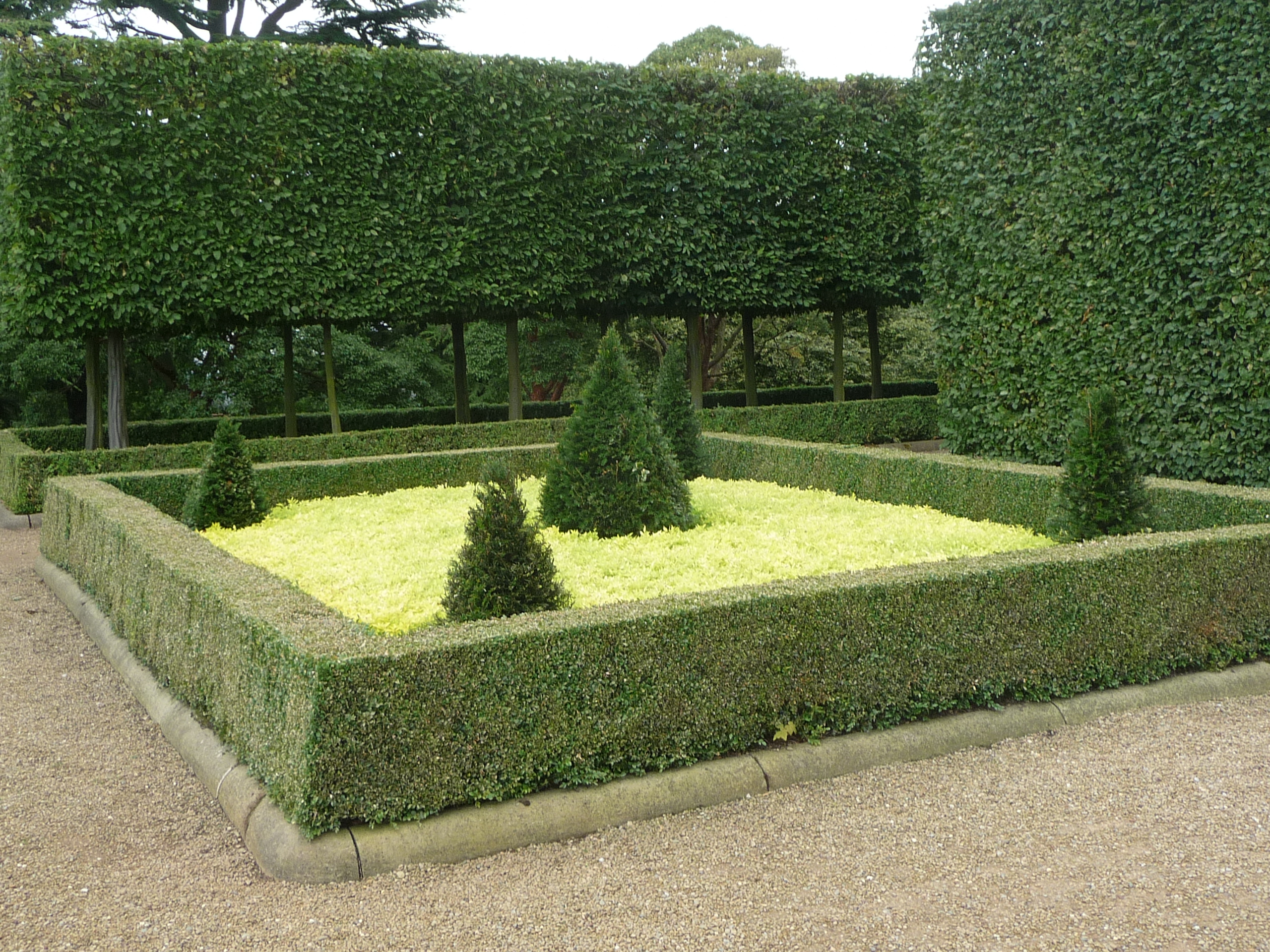
Zahradní terasa, kterou doplnil Sir Charles Barry.
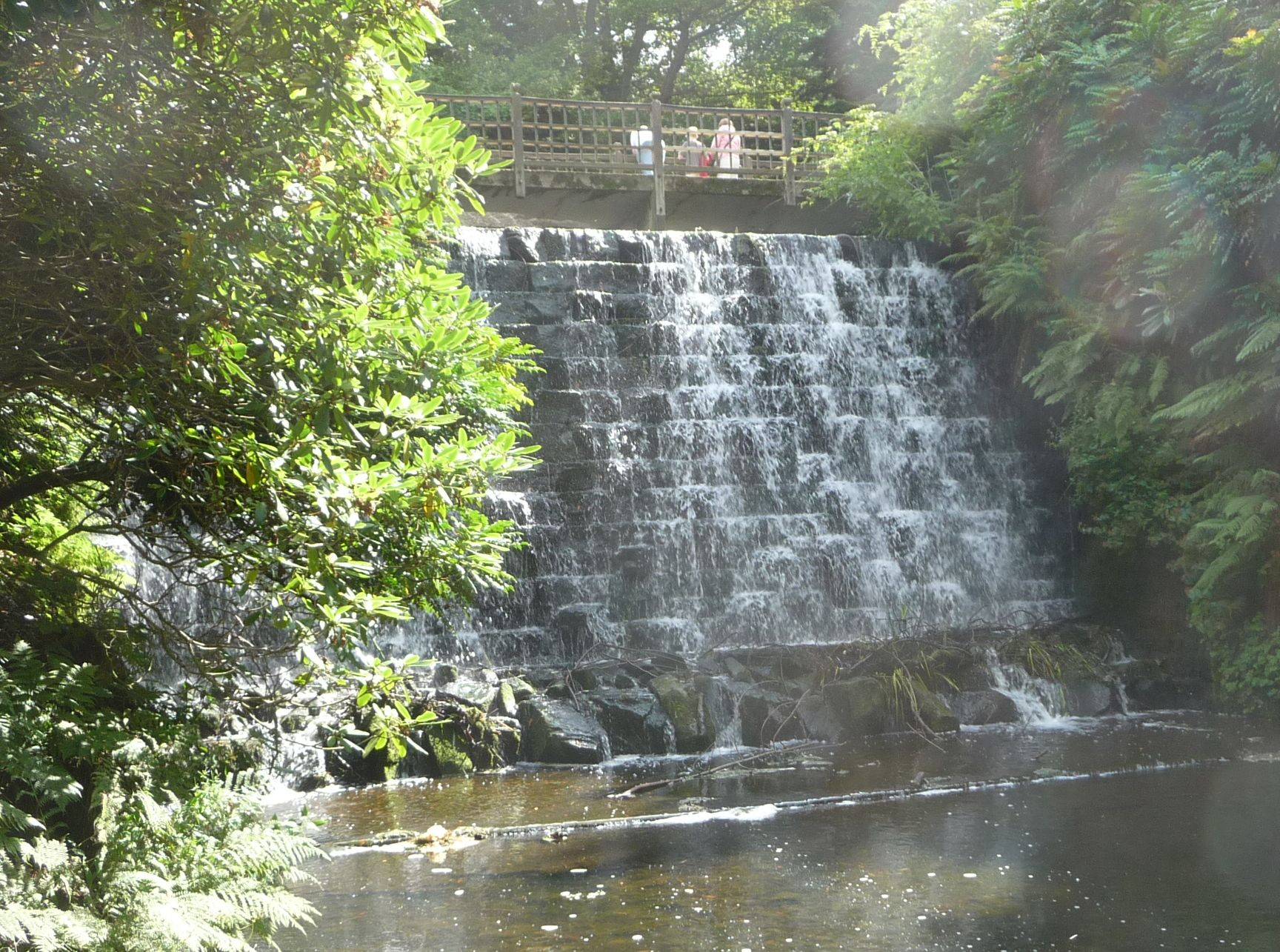
Kaskáda, kterou vytvořil Lancelot "Capability" Brown
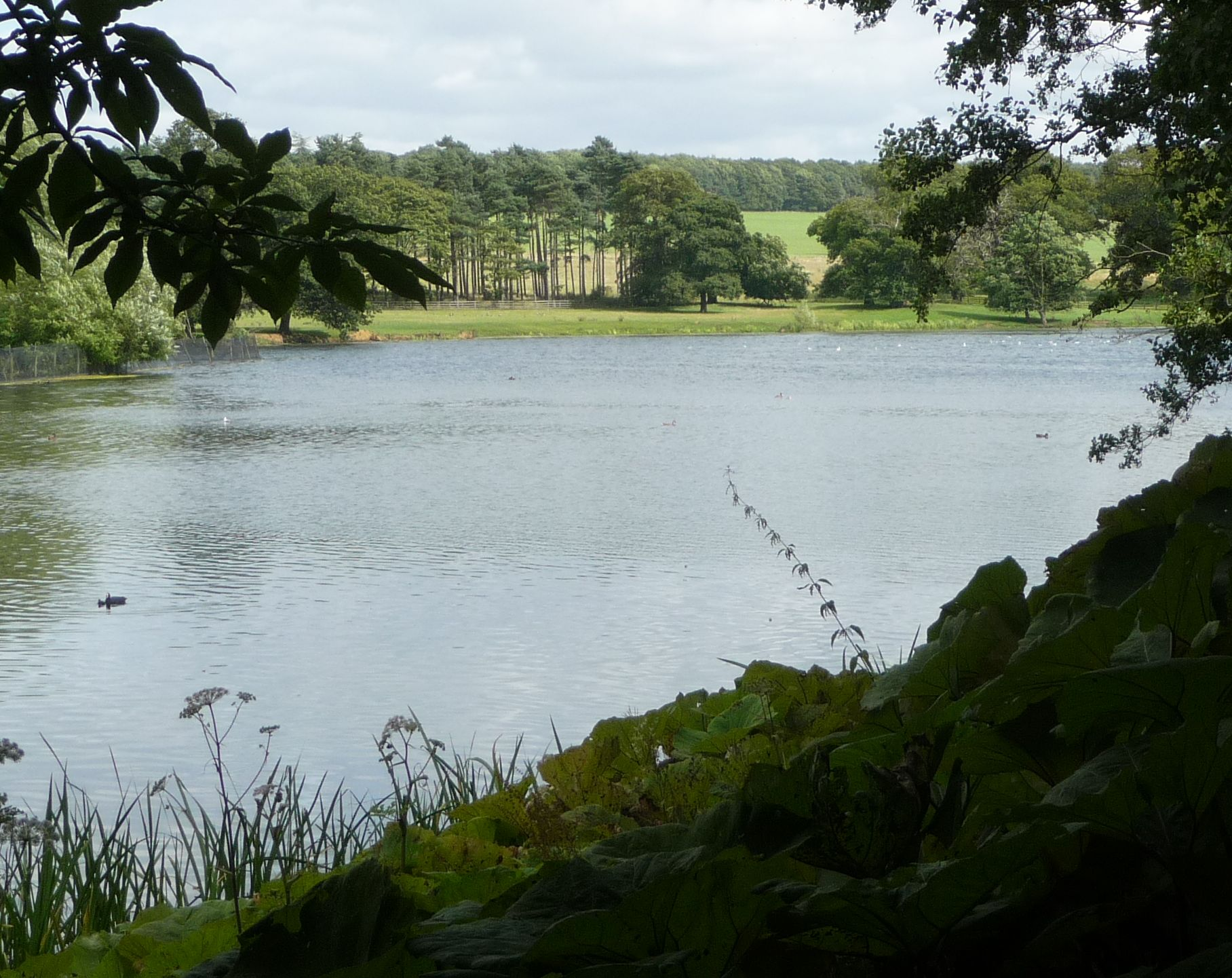
Jezero v krajině nedaleko Harewoodu